# Aprilia RS 250
Die Aprilia RS 250 ist ein Supersportler des italienischen Motorradherstellers Aprilia, der zur Piaggio-Gruppe gehört. Sie ist ein Ableger der Rennmaschine des Aprilia-Werksteams, das in der 250-cm³-Klasse der Motorrad-Weltmeisterschaft erfolgreich vertreten war. Die 1994 vorgestellte Aprilia RS 250 war bei ihrer Produktionseinstellung 2003 das letzte käufliche Straßenmotorrad über 125 cm³ Hubraum mit Zweitaktmotor auf dem Markt.

## Geschichte und Technik
Ihr Debüt hatte die Aprilia RS 250 bereits 1994 im Replica-Design des Fahrers Loris Reggiani, beginnend mit der Fahrgestellnummer ...R0000001, kurz darauf folgte ab der Fahrgestellnummer ...R0000316 das Replica-Design von Max Biaggi. Beide Varianten leiten sich von den erfolgreichen Grand Prix Teilnahmen und gewonnenen Weltmeistertiteln der Jahre 1993 und 1994 in den Klassen bis 125 cm³ und bzw. bis 250 cm³ ab und sind vom Design der damaligen Aprilia-Rennteams „Aprilia Unlimited Jeans“ und „Chesterfield Aprilia Racing Team“ inspiriert. Durch entsprechende Tankaufkleber wird dies noch einmal verdeutlicht. An wenigen und den ersten Reggiani-Modellen waren dazu noch silberne Gabelholme verbaut, die jedoch im weiteren Verlauf mit einer schwarzen Ausführung ersetzt wurden. Beide Designvarianten der RS 250 wurden dann weiter und hauptsächlich im Jahr 1995 angeboten. Insgesamt blieb sich Aprilia bis zum Jahr 2003 dem Angebot von Replica-Varianten treu und stellte immer weitere Designs zur Verfügung, welche von den entsprechenden Grand Prix Erfolgen abgeleitet wurden.
Von der RS 250 existieren verschiedene Ausführungen und „LD“-Typen, angefangen von der LD00 (Italien, Dänemark, Australien, Belgien, Brasilien, Frankreich, Griechenland, Japan, Malaysia, Niederlande, Portugal, Spanien, Großbritannien), über beispielsweise LD01 (Deutschland, Österreich, Singapur), den späteren LDA0, LDA1, LDA2 (25 kW) oder LDA5 (Challenge Version USA). Die entsprechende Homologationsnummer zum Typ LD lautet OM53853 (beispielsweise am Rahmen einer LD00) und zum Typ LDA0 OM54358.
Je nach Ausführung und Land können unterschiedliche Leistungs- und Gewichtsdaten ausgewiesen sein, beispielsweise besitzt die englische LD00 Variante ein Typenschild mit ausgewiesenen 45 kW und 162 kg.
Der Motor der Aprilia stammte aus der Suzuki RGV 250 Gamma der Baureihe VJ22, wurde jedoch geringfügig  im Bereich der Zylinderköpfe und Motorgehäusedeckel überarbeitet. Mit einer Bohrung von 56 mm und einem Hub von 50,6 mm war der Motor kurzhubig für hohe Drehzahlen ausgelegt. Die Motorsteuerung erfolgte über eine ECU (Suzuki Advanced Power Control), wodurch sich der Hochleistungs-Zweitaktmotor auch außerhalb des Resonanzbereich im Straßenverkehr gut fahren lässt. Hierbei steuert die ECU über mehrere Kennfelder den Zündwinkel sowie Luftventile der Vergaser und die Auslasssteuerung. Über einen Throttle position sensor (TPS) wurde, je nach Gasgriffstellung und Drehzahl, das entsprechende Kennfeld in der ECU gewählt. Zwei Mikuni TM 34 SS Flachschiebervergaser mit 34 mm Durchmesser versorgten über Membransteuerung den Motor mit Kraftstoff. Das Kraftstoff-Luft-Gemisch wurde zusätzlich über Magnetventile im Leerlauf und Teillastbereich geregelt.  Die Auslasssteuerung erfolgte, wie auch bei der Suzuki RGV 250 VJ22, über dreiteilige Schiebersegmente die nach Drehzahl verstellt wurden. Der Verbrauch lag bei über 7 Liter Benzin auf 100 km sowie 2 Liter Zweitaktöl für 1000 km. 2002 wurde die Produktion für Europa eingestellt, der Hauptgrund waren die mit dem Zweitakt-Vergasermotor trotz ungeregelten Katalysators nicht mehr einzuhaltenden Abgasvorschriften der Euro 2, für die USA, Australien und Japan wurde jedoch noch eine GP1 Replica Version im Jahr 2003 gebaut.
Das Motorrad war, wie kaum ein anderes dieser Zeit, nahe am Rennsport konstruiert. Der schmale nutzbare Drehzahlbereich bei 230 PS Literleistung, ein herausnehmbares Kassettengetriebe, Gemischaufbereitung mithilfe von Magnetventilen, der leichte Brückenrahmen aus Aluprofil, die bananenförmige Schwinge, die schmale Silhouette und einstellbare Schaltanzeige waren teure Renntechnik, die der Kunde auch mit den Folgekosten, insbesondere den Wartungsarbeiten (Kundendienst alle 4000 km) bezahlen musste. Besonderes Augenmerk galt hierbei den Auslassschiebern, die infolge von Materialermüdung und Bruchgefahr einen Motorschaden verursachen konnten. Beim letzten Klassiker, der die „Ölfahne“ hochhielt, musste das Anfahren mit hoher Drehzahl und schleifender Kupplung gelernt sein. Dann ermöglichte die Aprilia RS 250 eine Beschleunigung von 0 auf 100 km/h in 4,3 s.
Seit 2020 existiert die neue Aprilia RS 250 SP, die jedoch mit einem Viertaktmotor ausgestattet ist und nur ungefähr die Hälfte an Leistung produziert. Dieses Modell ist daher eher als Nachfolgemodell der kleineren Aprilia RS 125 zu sehen, zudem ist die RS 250 SP ausschließlich für die Rennstrecke zugelassen. Um annähernd an die gleiche Leistungsklasse zu kommen, hat Aprilia im September 2023 die Aprilia RS 457 vorgestellt, welche aufgrund der Führerscheinklasse A2 jedoch ein entsprechendes Leistungsgewicht einhalten muss und somit nicht ganz an die Leistung der RS 250 herankommt.
Der damalige Kaufpreis eines 1995er Modells in Deutschland betrug und würde heute wie folgt entsprechen:
|          | Deutsche Mark | Euro       |
| -------- | ------------- | ---------- |
| 1995     | 13.798 DM     | 7.054 €    |
| 2023 (a) | –             | 11.900 € * |

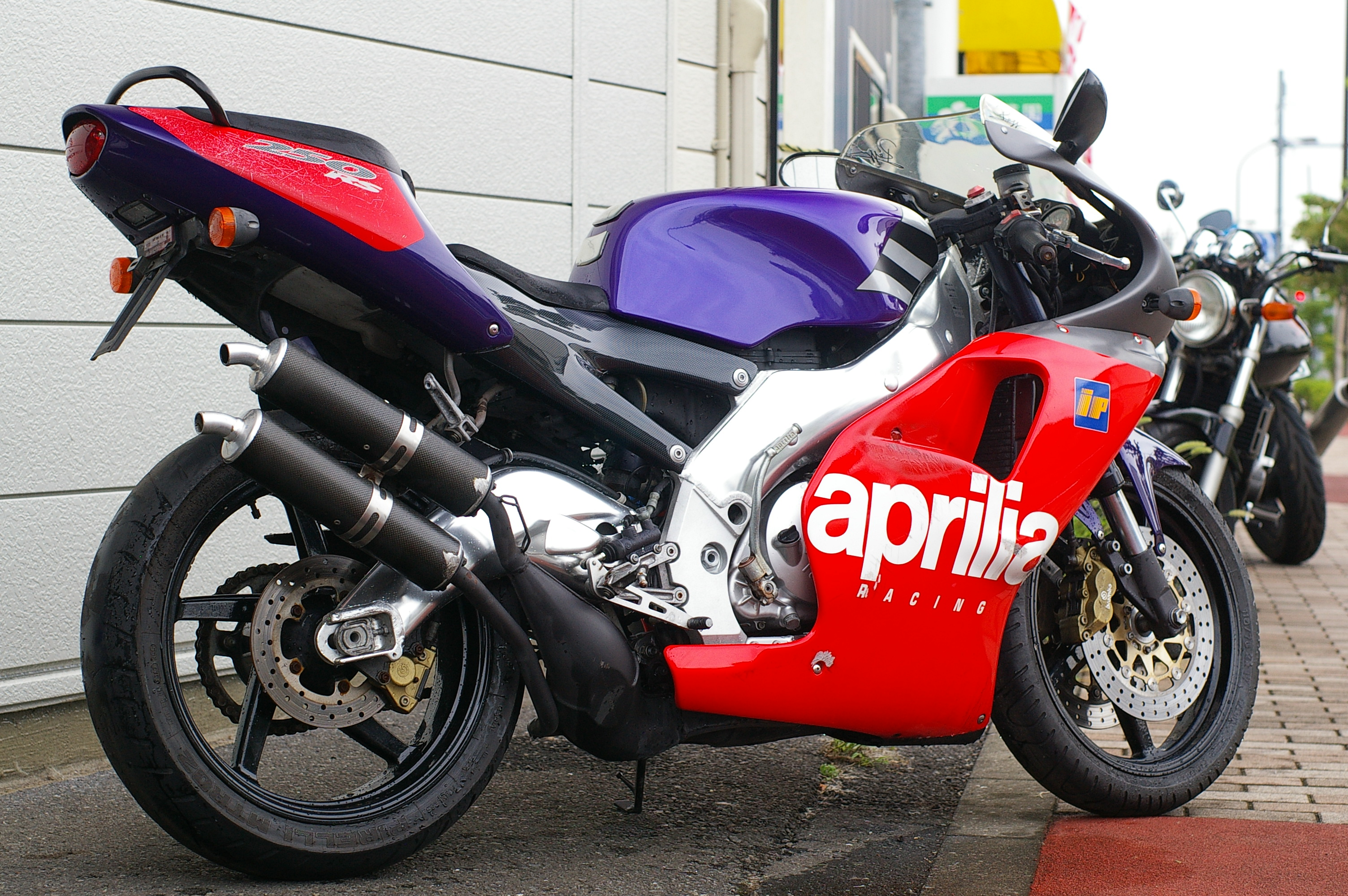
1995er Modell „Reggiani“
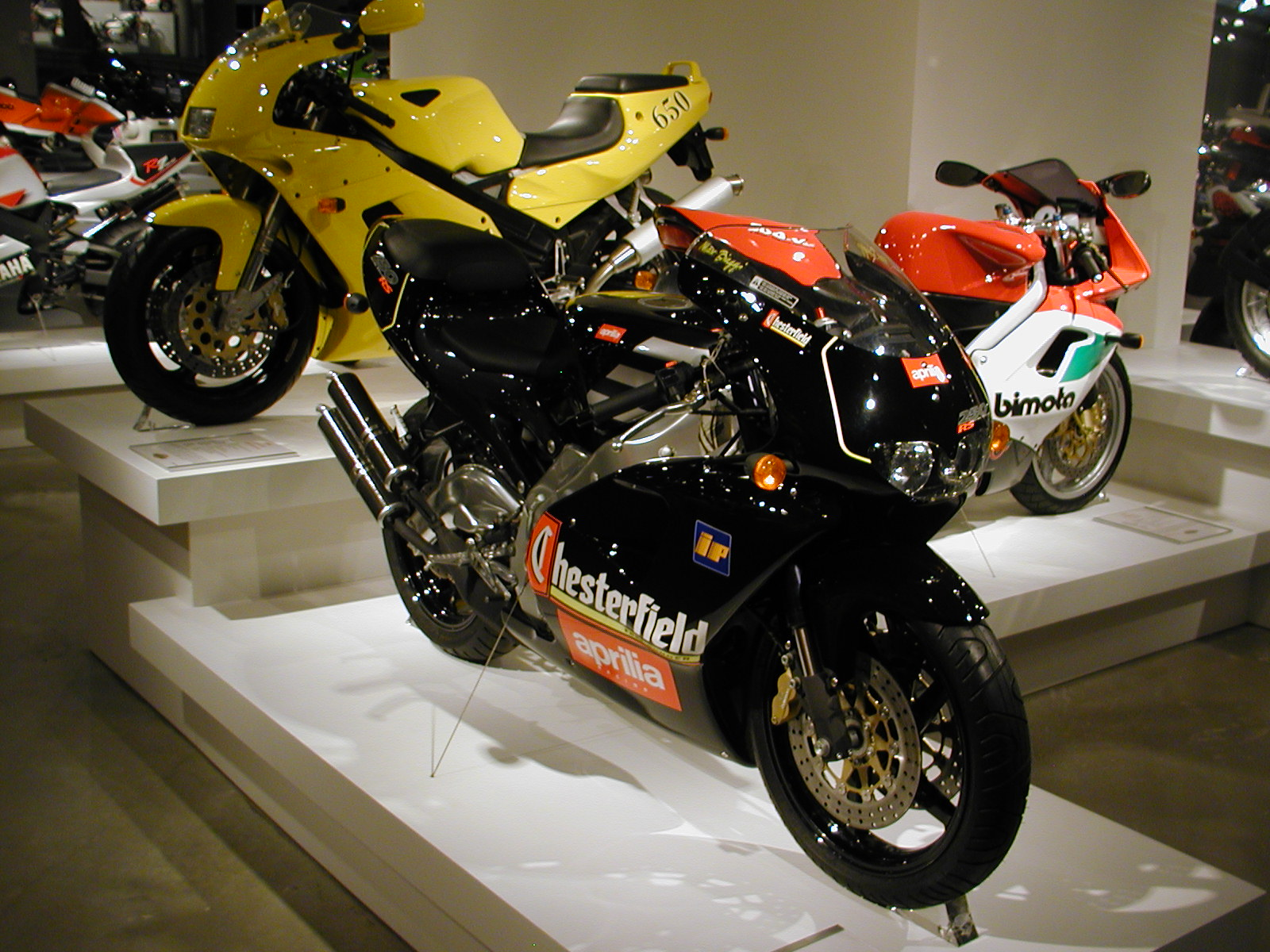
1995er Modell „Biaggi“
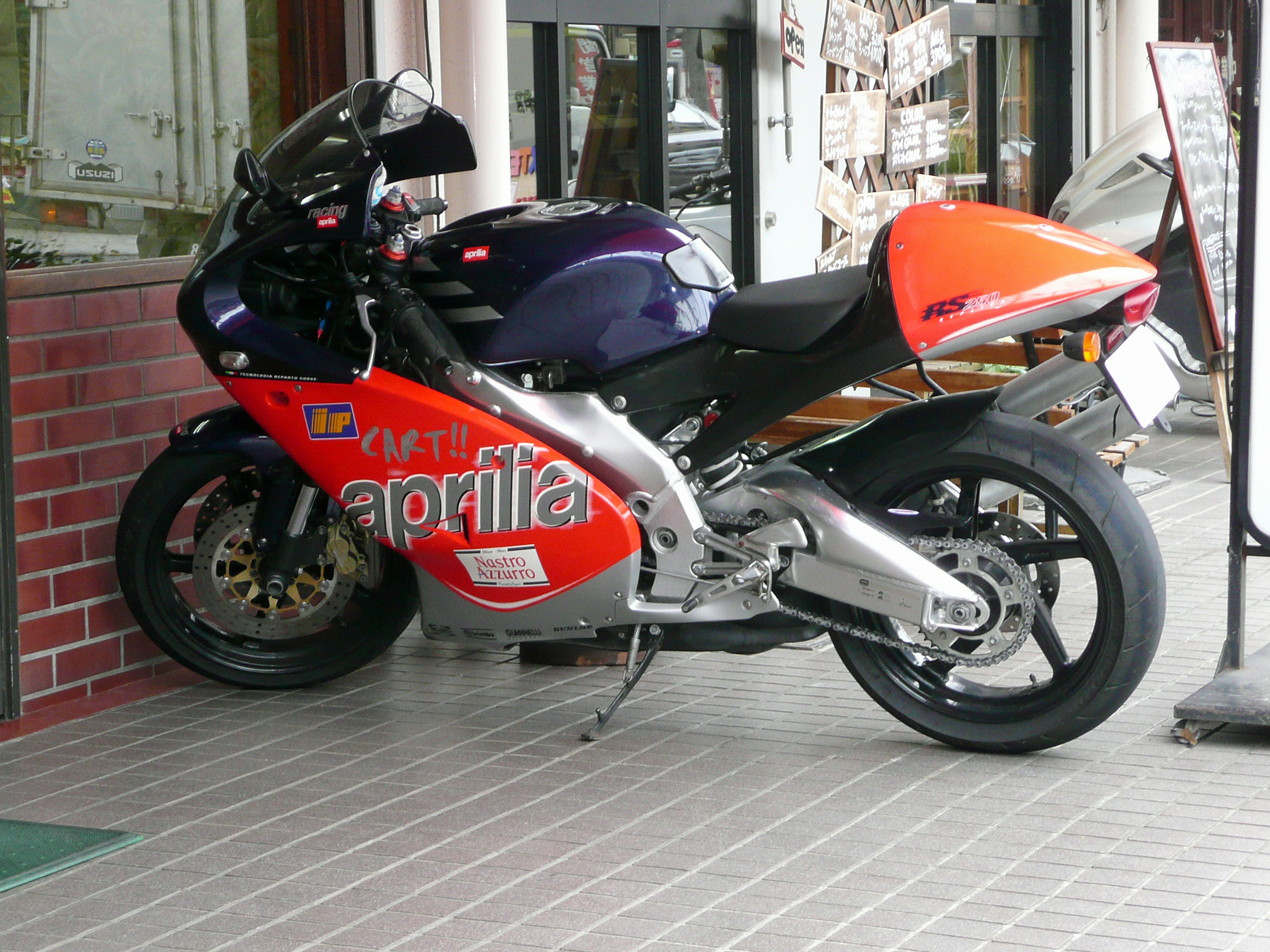
1999er Modell „Rossi“
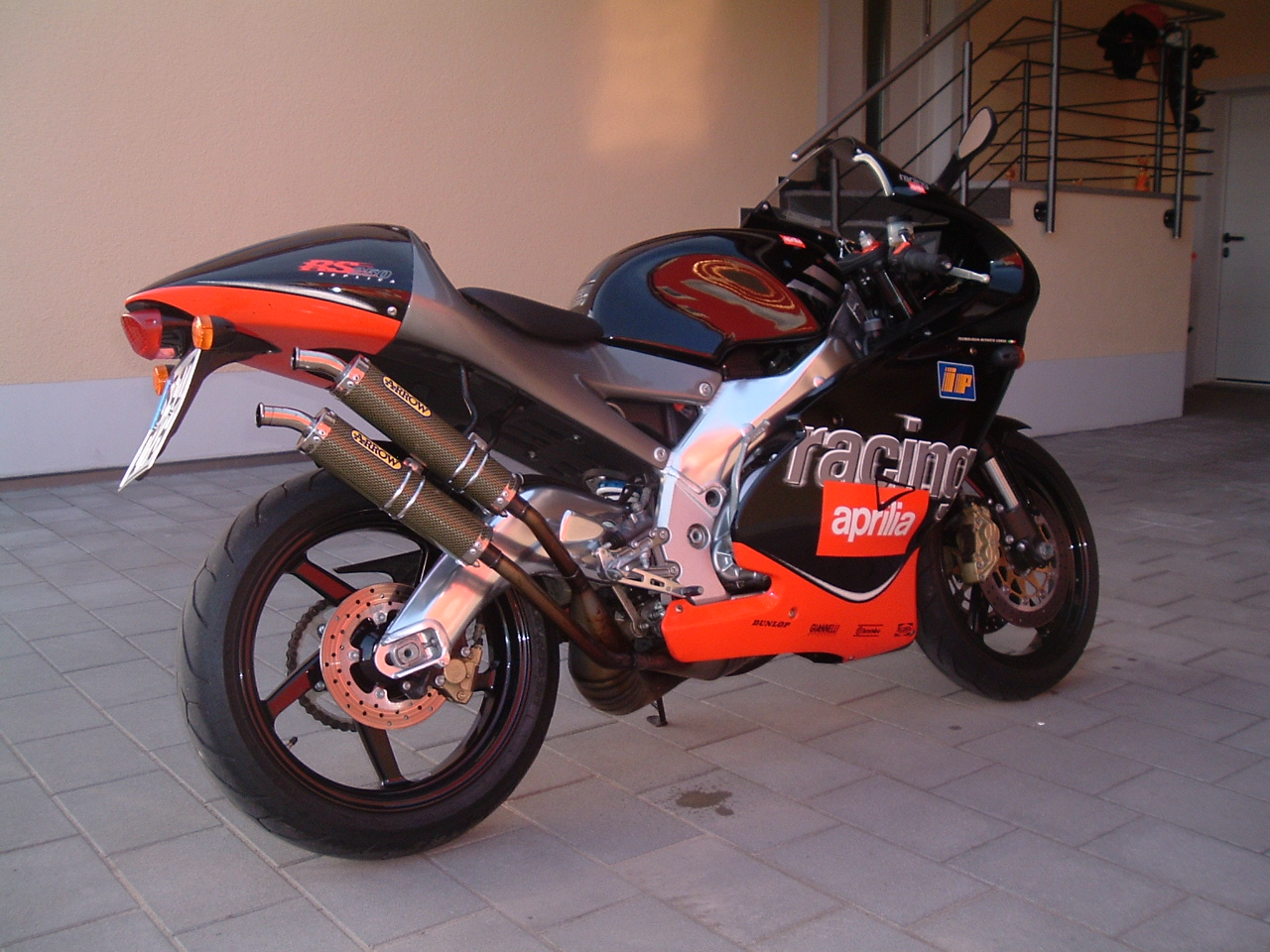
1999er Modell „Harada“
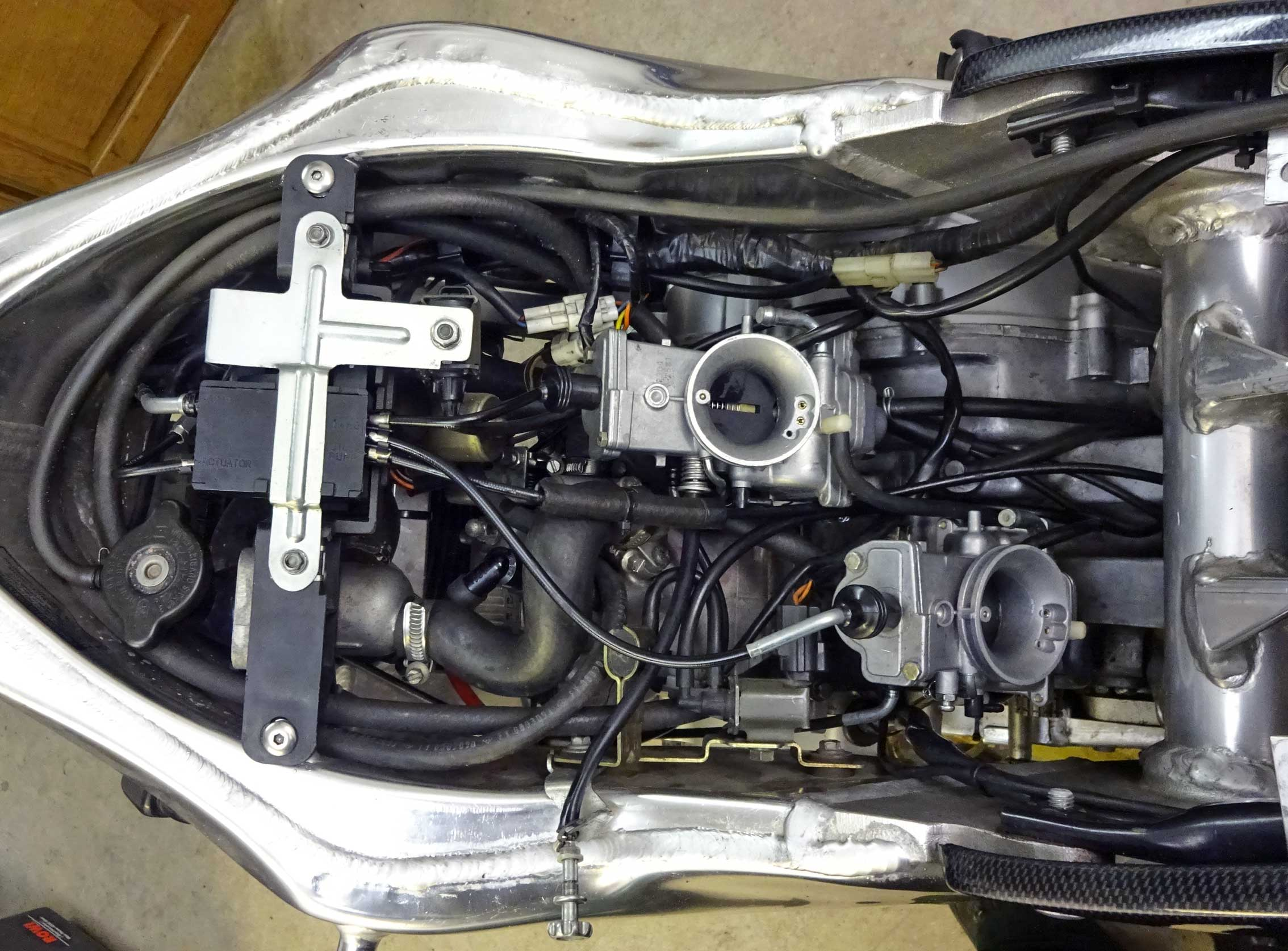
Flachschiebervergaser der Aprilia RS 250
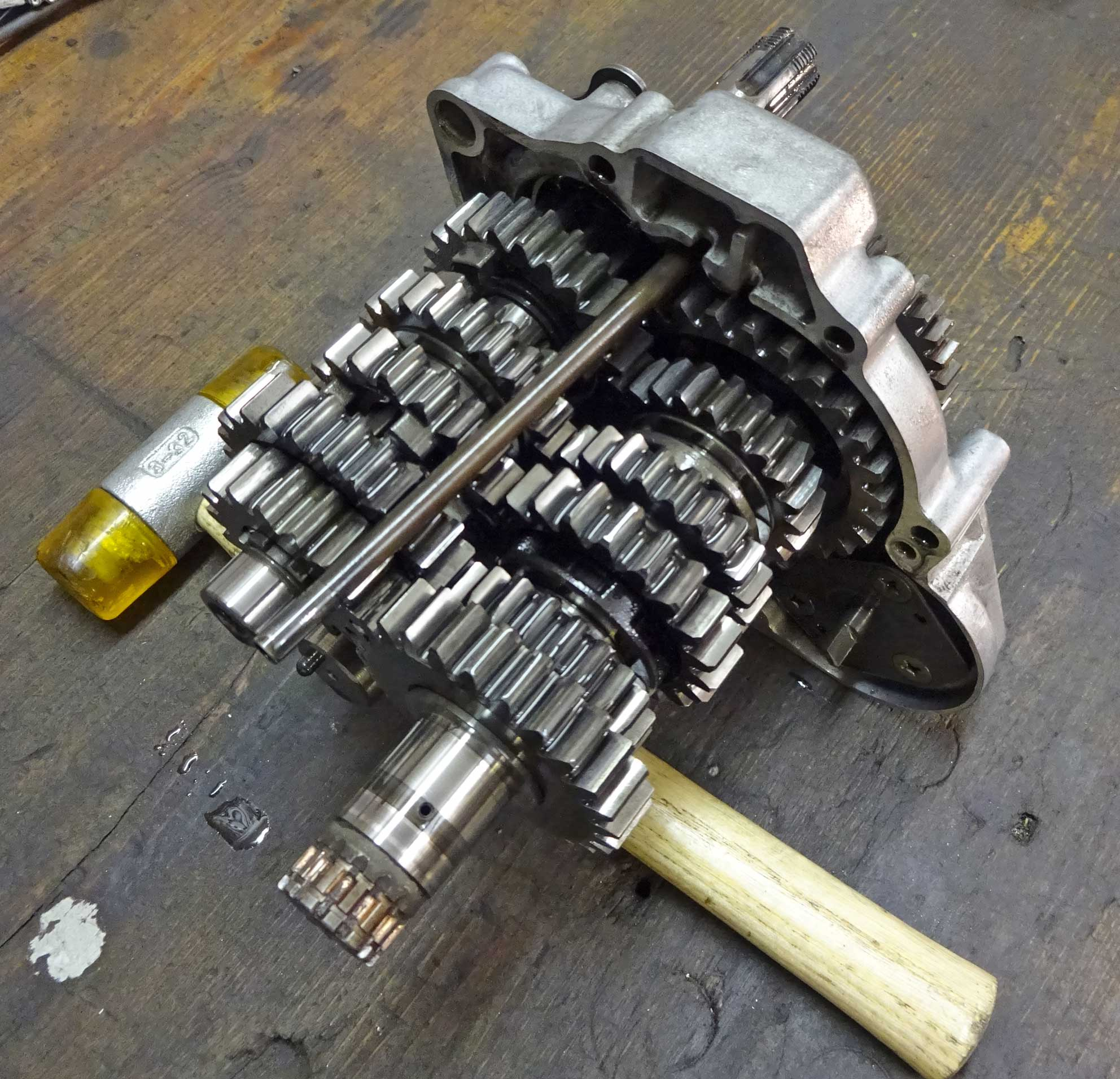
vollständig herausnehmbares Kassettengetriebe der Aprilia RS 250
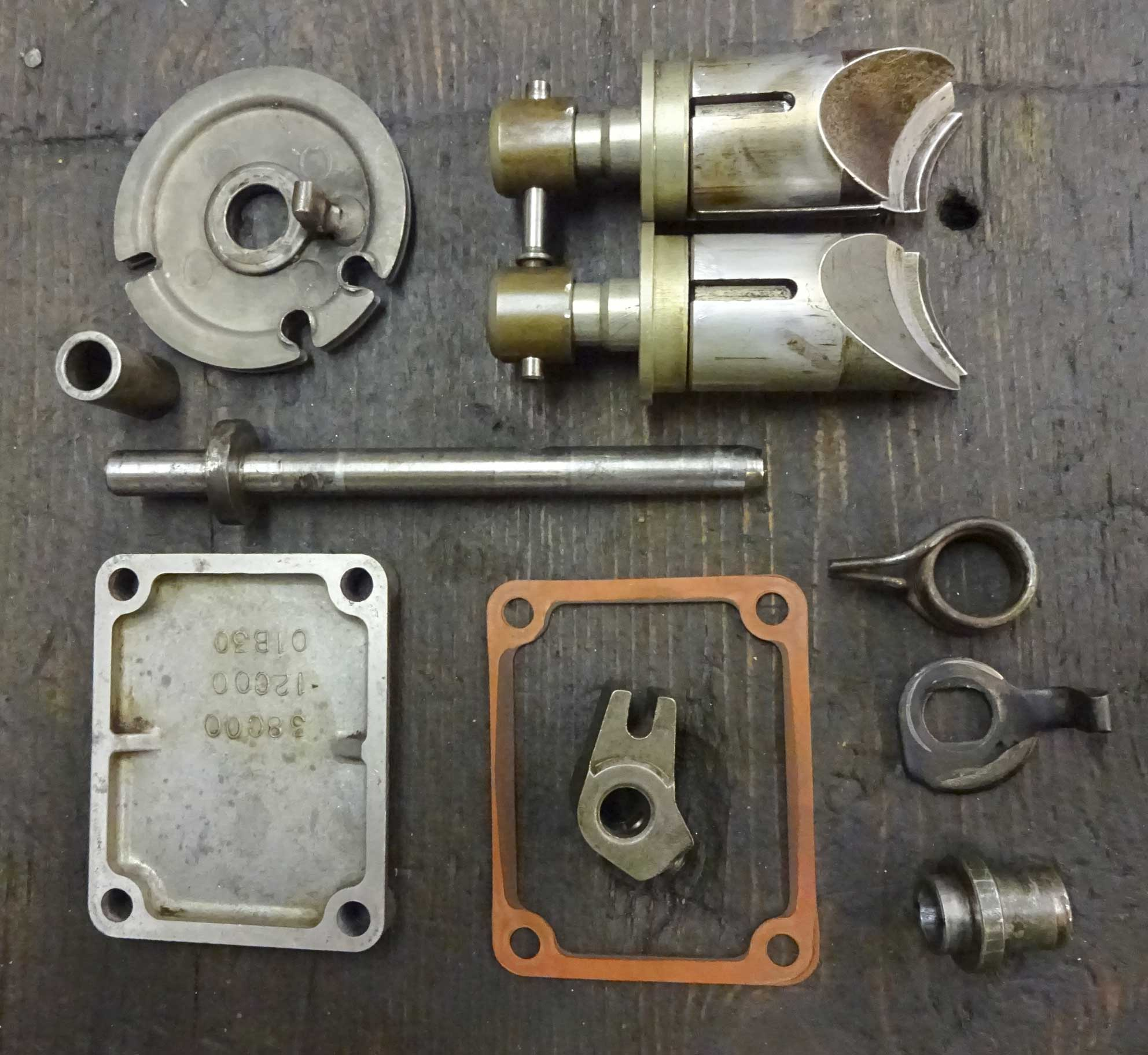
komplette Auslasssteuerung eines Zylinders der Aprilia RS 250

| Modelljahr                                  | 1995 – 1997 | 1998 – 2003 |
| ------------------------------------------- | --- | --- |
| Typ                                         | LD0 | LDA |
| Verkleidung                                 | rund/spitzig | „Bubble“ mit rundem Heck, „Bienenheck“ |
| ABE                                         | G897 | G897 |
| HSN / TSN                                   | 4123 / 101 (01.08.1994) | 4123 / 116 (01.07.1997) |
| Fahrgestellnummer                           | ZD4LD0… | ZD4LDA… |
| Batterie                                    | 12 V, 4 Ah | 12 V, 4 Ah |
| Starter                                     | Kickstarter | Kickstarter |
| Motor                                       | Wassergekühlter Zweizylinder-V-90°-2-Taktmotor (Suzuki VJ22B) mit Membraneinlass und Ventil am Auslass                                                                                                  | Wassergekühlter Zweizylinder-V-90°-2-Taktmotor (Suzuki VJ22B) mit Membraneinlass und Ventil am Auslass                                                            |
| Hubraum                                     | 249,25 cm³ | 249,25 cm³ |
| Bohrung / Hub                               | 56 mm / 50,6 mm | 56 mm / 50,6 mm |
| Kupplung                                    | Mehrscheiben-Ölbad-Kupplung | Mehrscheiben-Ölbad-Kupplung |
| Verdichtung                                 | 12 ± 0,7:1 | 12 ± 0,7:1 |
| Nennleistung                                | 41 kW / 55,74 PS bei 11000/min | 40 kW / 54,38 PS bei 11000/min |
| Drehmoment                                  | 36 Nm bei 10800/min | 35 Nm bei 10750/min |
| Leistungsgewicht                            | 0,2455 kW/kg | 0,2424 kW/kg |
| Vergaser                                    | 2× Mikuni TM 34 SS Flachschieber | 2× Mikuni TM 34 SS Flachschieber |
| Zündanlage / Zündkerze                      | Digitale Kondensatorzündung (CDI) SAPC 23D70 CM7422 (mehr High-end) / NGK BR9ECM | Digitale Kondensatorzündung (CDI) SAPC 23D70 CM7423 (mehr Mid-range) / NGK BR9ECM                                                                                 |
| Vorzündung                                  | 14° vor OT bei 1300/min | 10° ±2° vor OT bei 1300/min |
| Auslasssteuerung                            | Elektronisch, dreiteiliger Auslassschieber | Elektronisch, dreiteiliger Auslassschieber |
| Krümmer / Endschalldämpfer                  | LD e3 89/235 *0009*00 / LD e3 89/235 *0009*00 oder LD01 e1 78/1015-0290 (mit Katalysator) / LD01 e1 78/1015-0290 oder LD e3 89/235 *0009*00 / LD e11 0066                                               | LD e3 89/235 *0009*00 / LD e3 89/235 *0009*00 oder LD01 e1 78/1015-0290 (mit Katalysator) / LD01 e1 78/1015-0290 oder LD e3 89/235 *0009*00 / LD e11 0066         |
| Standgeräusch / Fahrgeräuschl (eingetragen) | 89 dBA bei 5500/min / 80 dBA | 89 dBA bei 5500/min / 80 dBA |
| Endübersetzung (Kette)                      | 14:43 Zähne | 14:43 Zähne |
| Übersetzung Getriebe                        | 1. Gang 11 / 27 = 1: 2,454 2. Gang 16 / 26 = 1: 1,625 3. Gang 17 / 21 = 1: 1,235 4. Gang 22 / 23 = 1: 1,045 5. Gang 24 / 22 = 1: 0,916 6. Gang 25 / 21 = 1: 0,840                                       | 1. Gang 11 / 27 = 1: 2,454 2. Gang 16 / 26 = 1: 1,625 3. Gang 17 / 21 = 1: 1,235 4. Gang 22 / 23 = 1: 1,045 5. Gang 24 / 22 = 1: 0,916 6. Gang 25 / 21 = 1: 0,840 |
| Hauptantrieb                                | 23/59 = 1 : 2,565 | 23/59 = 1 : 2,565 |
| Höchstgeschwindigkeit (eingetragen)         | 187 km/h | 190 km/h |
| Trockengewicht                              | 141 kg | 140 kg |
| Leergewicht (vollgetankt)                   | 167 kg | 167 kg |
| Max. Zuladung                               | 160 kg | 160 kg |
| Zul. Gesamtmasse                            | 350 kg | 357 kg |
| Tankinhalt                                  | 16,5 l (davon 3,5 l Reserve) | 19,5 l (davon 3,6 l Reserve) |
| Frischöltank                                | 1,6 l (davon 0,6 l Reserve), im Heck | 1,6 l (davon 0,3 l Reserve), vorn neben Rahmen |
| Kühlmitteltank                              | 1,9 l (im Heck) | 1,9 l (vorn neben Rahmen) |
| Länge / Breite / Höhe                       | 1980 mm / 690 mm / 1090 mm | 1975 mm / 690 mm / 1180 mm |
| Bodenfreiheit                               | 135 mm | 135 mm |
| Sitzhöhe                                    | 810 mm | 810 mm |
| Radstand                                    | 1370 mm | 1360 mm |
| Einschlagwinkel des Vorderrads              | 25° 30' | 25° 30' |
| Nachlauf                                    | 102 mm | 102 mm |
| Federweg vorn / hinten                      | 120 mm / 130 mm | 120 mm / 130 mm |
| Gabel                                       | Marzocchi Up-Side-Down-Gabel, einstellbar, 40 mm Durchmesser 20 mm Achse, Feder im linken und Dämpfung im rechten Holm                                                                                  | Showa Up-Side-Down-Gabel, einstellbar, 41 mm Durchmesser 25 mm Achse, Zug-/Druckstufendämpfung in beiden Gabelholmen                                              |
| Federbein                                   | Sachs Mono-Federbein mit einstellbarer Druck- und Zugstufe | Sachs Mono-Federbein mit einstellbarer Druck- und Zugstufe |
| Rahmen                                      | Aluminium-Magnesium-Legierung (Hochglanz, gebürstet) und doppelstrebig, Torsionssteifigkeit wie die Grand Prix RSV 250 (197 kgm/1°)                                                                     | Aluminium-Magnesium-Legierung (Hochglanz, gebürstet) und doppelstrebig, Torsionssteifigkeit wie die Grand Prix RSV 250 (197 kgm/1°)                               |
| Schwinge                                    | Bananenschwinge, Aluminium-Magnesium-Legierung (Hochglanz, gebürstet), Torsionssteifigkeit (162 kgm/1°)                                                                                                 | Bananenschwinge, Aluminium-Magnesium-Legierung (Hochglanz, gebürstet), Torsionssteifigkeit (162 kgm/1°)                                                           |
| Heckrahmen                                  | Stahl | Aluminium |
| Bremsscheibe vorn / hinten                  | 2× 298 mm / 220 mm | 2× 298 mm / 220 mm |
| Bremspumpe vorn                             | Brembo PS16 | Brembo PSC16 |
| Bremssattelaufnahme vorn                    | 40 mm | 65 mm |
| Geschwindigkeitsabnahme                     | Vorderrad (Tachowelle) | Hinterrad (Magnetsensor) |
| Reifen                                      | v: 110/70 ZR17 h: 150/60 ZR17 oder 160/60 ZR17 | v: 110/70 ZR17 oder 120/60 ZR17 h: 150/60 ZR17 oder 160/60 ZR17                                                                                                   |
| Felgen                                      | v. 3.00″x17″ h. 4.50″x17″ | v. 3.50″x17″ h. 4.50″x17″ |
| Weiteres / Besonderheiten                   | Vorbereitete Aufnahme für einen Lenkungsdämpfer am Rahmen, Lap-Timer/Stoppuhr, Einige Modelle besitzen die Plakette „Aprilia Racing Division Work Bikes Dept.“ mit hochgeprägter Seriennummer am Rahmen | Vorbereitete Aufnahme für einen Lenkungsdämpfer am Rahmen, Lap-Timer/Stoppuhr, Einstellbarer Schaltblitz (neues Cockpit)                                          |

## Farben und Designs
Von der Aprilia RS 250 wurden über die Baujahre 1994 bis 2003 folgende Farbvarianten angeboten:

## Zulassungszahlen in Deutschland
Vom Kraftfahrt-Bundesamt (KBA) wird leider kein Bestand unter 100 angemeldeten Fahrzeugen gelistet, somit sind auch keine gedrosselten Aprilia RS 250 aufgeführt, da diese höchstwahrscheinlich die Mindestanzahl nicht erreichen. Hierdurch kann leider nicht die gesamte Anzahl der in Deutschland verfügbaren RS 250 erfasst werden, da allein schon die jeweils nicht angemeldeten nicht miteinbezogen werden. Trotzdem lässt sich dadurch ein grober Überblick gewinnen.

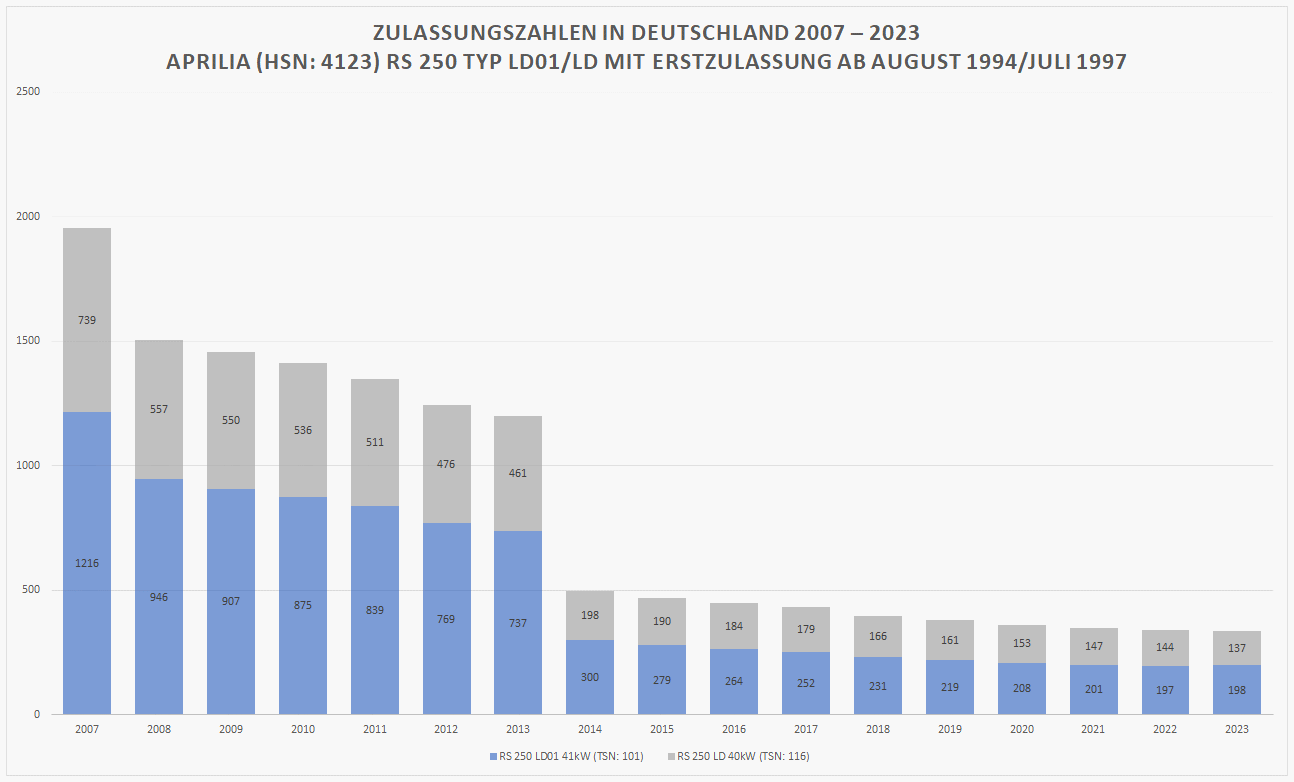